# Királyhegyes
Királyhegyes is een plaats (község) en gemeente in het Hongaarse comitaat Csongrád. Királyhegyes telt 726 inwoners (2002).